# Biskupi Sandhurst
Lista biskupów diecezji Sandhurst w Australii.

## Biskupi ordynariusze
- Martin Crane OSA (1874–1901)
- Stephen Reville OSA (1901–1916)
- John McCarthy (1917–1950)
- Bernard Denis Stewart (1950–1979)
- Noel Desmond Daly (1979-2000)
- Joseph Angelo Grech (2001–2010)
- Les Tomlinson (2012–2019)
- Shane Mackinlay (2019–2025)